# Akechi Mitsuyoshi
Akechi Mitsuyoshi est un nom japonais traditionnel ; le nom de famille (ou le nom d'école), Akechi, précède donc le prénom (ou le nom d'artiste).
Akechi Mitsuyoshi (明智 光慶, 1569-4 juillet 1582) est un samouraï de l'époque Sengoku et le fils ainé d'Akechi Mitsuhide. Il est défait à la bataille de Yamazaki par Nakagawa Kiyohide et Dom Justo Takayama, à la suite de quoi il se fait seppuku.

## Source de la traduction
- (en) Cet article est partiellement ou en totalité issu de l’article de Wikipédia en anglais intitulé « Akechi Mitsuyoshi » (voir la liste des auteurs).